# Italië op de Olympische Zomerspelen 1980
Italië nam deel aan de Olympische Zomerspelen 1980 in Moskou, Sovjet-Unie, maar deed dat onder de olympische vlag. 
Dat niet onder eigen vlag werd deelgenomen had te maken met de door de VS opgezette boycot tegen deelname in Rusland, vanwege de Russische inval in Afghanistan.  

## Medailleoverzicht
| Sport          | Olympiër(s) | Onderdeel             | Medaille |
| -------------- | --- | --------------------- | -------- |
| Atletiek       | Pietro Mennea | 200m (m)              | Goud     |
| Atletiek       | Maurizio Damilano | 20km snelwandelen (m) | Goud     |
| Atletiek       | Sara Simeoni | hoogspringen (v)      | Goud     |
| Boksen         | Patrizio Oliva | -63,5kg (m)           | Goud     |
| Judo           | Ezio Gamba | -71kg (m)             | Goud     |
| Paardensport   | Federico Roman | eventing individueel  | Goud     |
| Schietsport    | Luciano Giovannetti | trap                  | Goud     |
| Worstelen      | Claudio Pollio | -48kg vrije stijl (m) | Goud     |
| Basketbal      | Marco Solfrini Renzo Vecchiato Renato Villalta Dino Meneghin Romeo Sacchetti Michael Silvester Pietro Generali Enrico Gilardi Pierluigi Marzorati Marco Bonamico Roberto Brunamonti Fabrizio Della Fiori | mannen                | Zilver   |
| Paardensport   | Marina Sciocchetti Anna Casagrande Federico Roman Mauro Roman | eventing team         | Zilver   |
| Schermen       | Ferdinando Meglio Michele Maffei Mario Aldo Montano Marco Romano | sabel team (m)        | Zilver   |
| Atletiek       | Mauro Zuliani Stefano Malinverni Pietro Mennea Roberto Tozzi | 4x400m (m)            | Brons    |
| Boogschieten   | Giancarlo Ferrari | individueel (m)       | Brons    |
| Schoonspringen | Giorgio Cagnotto | 3m plank (m)          | Brons    |
| Zeilen         | Giorgio Gorla Alfio Peraboni | star klasse           | Brons    |

## Deelnemers en resultaten per onderdeel

### Atletiek
| Olympiër                                                      | Discipline             | Resultaat | Prestatie                                                                                               |
| ------------------------------------------------------------- | ---------------------- | --------- | --- |
| Pietro Mennea                                                 | 100m (m)               | 14e       | serie 2: 1ste in 10,56 kwartfinale 1: 4de in 10,27 halve finale 1: 6de in 10,58                         |
| Pietro Mennea                                                 | 200m (m)               | Goud      | serie 2: 1ste in 21,26 kwartfinale 4: 1ste in 20,60 halve finale 2: 1ste in 20,70 finale: 1ste in 20,19 |
| Stefano Malinverni                                            | 400m (m)               | 31e       | serie 6: 2de in 47,63 kwartfinale 1: 8ste in 47,79                                                      |
| Roberto Tozzi                                                 | 400m (m)               | 22e       | serie 7: 4de in 47,01 kwartfinale 4: 5de in 46,73                                                       |
| Mauro Zuliani                                                 | 400m (m)               | 12e       | serie 8: 2de in 47,16 kwartfinale 2: 3de in 45,93 halve finale 1: 7de in 46,01                          |
| Carlo Grippo                                                  | 800m (m)               | 19e       | serie 4: 4de in 1.48,9 halve finale 3: 6de in 1.48,7                                                    |
| Vittorio Fontanella                                           | 1500m (m)              | 5e        | serie 3: 1ste in 3.40,1 halve finale 2: 4de in 3.40,1 finale: 5de in 3.40,4                             |
| Giuseppe Gerbi                                                | 3000m steeplechase (m) | 6e        | serie 3: 6de in 8.37,03 halve finale 2: 5de in 8.27,19 finale: 6de in 8.18,47                           |
| Roberto Volpi                                                 | 3000m steeplechase (m) | 14e       | serie 2: 5de in 8.35,53 halve finale 1: 7de in 8.29,70                                                  |
| Stefano Malinverni Pietro Mennea Roberto Tozzi Mauro Zuliani  | 4x400m (m)             | Brons     | serie 2: 3de in 3.03,5 finale: 3de in 3.04,54                                                           |
| Massimo Magnani                                               | marathon (m)           | 8e        | 2:13.12                                                                                                 |
| Marco Marchei                                                 | marathon (m)           | 35e       | 2:23.21                                                                                                 |
| Giorgio Damilano                                              | 20km snelwandelen (m)  | 11e       | 1:33.26,2                                                                                               |
| Maurizio Damilano                                             | 20km snelwandelen (m)  | Goud      | 1:23.35,5                                                                                               |
| Paolo Borghi                                                  | hoogspringen (m)       | 20e       | kwalificatie groep A: 15de met 2,18m                                                                    |
| Oscar Raise                                                   | hoogspringen (m)       | 18e       | kwalificatie groep A: 13de met 2,18m                                                                    |
| Marco Tamberi                                                 | hoogspringen (m)       | 15e       | kwalificatie groep A: 7de met 2,21m finale: 15de met 2,15m                                              |
| Gian Paolo Urlando                                            | kogelslingeren (m)     | 7e        | kwalificatie: 8ste met 72,20m finale: 7de met 73,90m                                                    |
| Sandro Brogini                                                | tienkamp (m)           | DNF       | niet gefinisht                                                                                          |
|                                                               |                        |           | |
| Marisa Masullo                                                | 100m (v)               | 19e       | serie 2: 4de in 11,77 kwartfinale 1: 8ste in 11,57                                                      |
| Marisa Masullo                                                | 200m (v)               | 20e       | serie 3: 4de in 24,00 kwartfinale 2: 7de in 23,74                                                       |
| Erica Rossi                                                   | 400m (v)               | 25e       | serie 3: 5de in 52,98                                                                                   |
| Gabriella Dorio                                               | 800m (v)               | 8e        | serie 1: 1ste in 2.01,4 halve finale 1: 5de in 1.59,0 finale: 8ste in 1.59,2                            |
| Daniela Porcelli                                              | 800m (v)               | 21e       | serie 2: 5de in 2.10,7                                                                                  |
| Agnese Possamai                                               | 800m (v)               | 17e       | serie 3: 5de in 2.04,1                                                                                  |
| Gabriella Dorio                                               | 1500m (v)              | 4e        | serie 1: 3de in 4.05,0 finale: 4de in 4.00,3                                                            |
| Agnese Possamai                                               | 1500m (v)              | 17e       | serie 1: 9de in 4.14,7                                                                                  |
| Rossana Lombardo Agnese Possamai Daniela Porcelli Erika Rossi | 4x400m (v)             | 11e       | serie 1: 5de in 3.46,2                                                                                  |
| Sara Simeoni                                                  | hoogspringen (v)       | Goud      | kwalificatie groep A: 6de met 1,88m finale: 1ste met 1,97m                                              |
| Cinzia Petrucci                                               | kogelstoten (v)        | 14e       | 17,27m                                                                                                  |
| Fausta Quintavalla                                            | speerwerpen (v)        | 12e       | kwalificatie groep B: 5de met 58,76m finale: 12de met 57,52m                                            |

### Basketbal

#### Mannen
| Olympiër | Discipline | Resultaat | Prestatie |
| --- | ---------- | --------- | --- |
| Marco Solfrini Renzo Vecchiato Renato Villalta Dino Meneghin Romeo Sacchetti Michael Silvester Pietro Generali Enrico Gilardi Pierluigi Marzorati Marco Bonamico Roberto Brunamonti Fabrizio Della Fiori | mannen     | Zilver    | groep C: 1ste W van Zweden: 92-77 V van Australië: 77-84 W van Cuba: 79-72 halve finale: 2de V van Joegoslavië: 81-102 W van Sovjet-Unie: 87-85 V van Brazilië: 77-90 W van Spanje: 95-89 finale: V van Joegoslavië: 77-86 |

| Groep C |           |             |             |             |            |            |            |        |
| #       | Land      | Wedstrijden | Wedstrijden | Wedstrijden | Doelpunten | Doelpunten | Doelpunten | Punten |
| #       | Land      | G           | W           | V           | V          | T          | Saldo      | Punten |
| 1       | Italië    | 3           | 2           | 1           | 248        | 233        | +15        | 5      |
| 2       | Cuba      | 3           | 2           | 1           | 226        | 214        | +12        | 5      |
| 3       | Australië | 3           | 2           | 1           | 224        | 215        | +9         | 5      |
| 4       | Zweden    | 3           | 0           | 3           | 191        | 227        | -36        | 3      |

| Ronde      | Datum  | Plaats | Land  | Score     | Land |
| ---------- | ------ | ------ | ----- | --------- | ---- |
| Groepsfase |        |        |       |           |      |
| 20 juli    | Moskou | Italië | 92-77 | Zweden    |      |
| 21 juli    | Moskou | Italië | 77-84 | Australië |      |
| 20 juli    | Moskou | Italië | 79-72 | Cuba      |      |

| Halve Finale |             |             |             |             |        |        |        |        |
| #            | Land        | Wedstrijden | Wedstrijden | Wedstrijden | Punten | Punten | Punten | Punten |
| #            | Land        | G           | W           | V           | V      | T      | Saldo  | Punten |
| 1            | Joegoslavië | 5           | 5           | 0           | 506    | 442    | +64    | 10     |
| 2            | Italië      | 5           | 3           | 2           | 419    | 438    | -19    | 8      |
| 3            | Sovjet-Unie | 5           | 3           | 2           | 505    | 468    | +37    | 8      |
| 4            | Spanje      | 5           | 2           | 3           | 488    | 485    | +3     | 7      |
| 5            | Brazilië    | 5           | 2           | 2           | 448    | 477    | -29    | 7      |
| 6            | Cuba        | 5           | 0           | 5           | 434    | 490    | 56     | 5      |

| Ronde        | Datum  | Plaats      | Land   | Score    | Land |
| ------------ | ------ | ----------- | ------ | -------- | ---- |
| Halve finale |        |             |        |          |      |
| 25 juli      | Moskou | Joegoslavië | 102-81 | Italië   |      |
| 26 juli      | Moskou | Sovjet-Unie | 85-87  | Italië   |      |
| 27 juli      | Moskou | Italië      | 77-90  | Brazilië |      |
| 29 juli      | Moskou | Spanje      | 89-95  | Italië   |      |
| Finale       |        |             |        |          |      |
| 30 juli      | Moskou | Joegoslavië | 86-77  | Italië   |      |

#### Vrouwen
| Olympiër | Discipline | Resultaat | Prestatie |
| --- | ---------- | --------- | --- |
| Rosanna Vergnano Emanuela Silimbani Nunziata Serradimigni Wanda Sandon Bianca Rossi Mariangela Piancastelli Chiara Guzzonato Orietta Grossi Lidia Gorlin Roberta Faccin Marinella Draghetti Antonietta Baistrocchi | vrouwen    | 6e        | groepsfase: 6de V van Bulgarije: 65-102 V van Hongarije: 70-83 V van Sovjet-Unie: 53-119 V van Joegoslavië: 57-69 V van Cuba: 63-79 |

| Groepsfase |             |             |             |             |        |        |        |        |
| #          | Land        | Wedstrijden | Wedstrijden | Wedstrijden | Punten | Punten | Punten | Punten |
| #          | Land        | G           | W           | V           | V      | T      | Saldo  | Punten |
| 1          | Sovjet-Unie | 5           | 5           | 0           | 553    | 316    | +237   | 10     |
| 2          | Bulgarije   | 5           | 4           | 1           | 440    | 405    | +35    | 9      |
| 3          | Joegoslavië | 5           | 3           | 2           | 356    | 364    | -8     | 8      |
| 4          | Hongarije   | 5           | 2           | 3           | 344    | 407    | -63    | 7      |
| 5          | Cuba        | 5           | 1           | 4           | 346    | 403    | -57    | 6      |
| 6          | Italië      | 5           | 0           | 5           | 308    | 452    | -144   | 5      |

| Ronde      | Datum  | Plaats | Land   | Score       | Land |
| ---------- | ------ | ------ | ------ | ----------- | ---- |
| Groepsfase |        |        |        |             |      |
| 20 juli    | Moskou | Italië | 65-102 | Bulgarije   |      |
| 22 juli    | Moskou | Italië | 70-83  | Hongarije   |      |
| 24 juli    | Moskou | Italië | 53-119 | Sovjet-Unie |      |
| 25 juli    | Moskou | Italië | 57-69  | Joegoslavië |      |
| 28 juli    | Moskou | Italië | 63-79  | Cuba        |      |

### Boksen
| Olympiër          | Discipline  | Resultaat | Prestatie |
| ----------------- | ----------- | --------- | --- |
| Carlo Russolillo  | -60kg (m)   | 17e       | 1ste ronde: V van CUB Herrera: 0-5 |
| Patrizio Oliva    | -63,5kg (m) | Goud      | 1ste ronde: W van BEN Agnan: scheidsrechterlijke beslissing 2de ronde: W van SYR Halabi: scheidsrechterlijke beslissing kwartfinale: W van YUG Rusevski: 3-2 halve finale: W van GBR Willis: 5-0 finale: W van URS Konakbayev: 4-1 |
| Benedetto Gravina | -71kg (m)   | 17e       | 1ste ronde: V van TCH Franek: knock-out |
| Francesco Damiani | +81kg (m)   | 5e        | 1ste ronde: W van ROU Pîrjol: 4-1 kwartfinale: V van URS Zayev: 0-5 |

### Boogschieten
| Olympiër          | Discipline      | Resultaat | Prestatie                                                                            |
| ----------------- | --------------- | --------- | ------------------------------------------------------------------------------------ |
| Giancarlo Ferrari | individueel (m) | Brons     | 1ste ronde: 9de met 1215 punten 2de ronde: 3de met 1234 punten totaal: 2449 punten   |
| Sante Spigarelli  | individueel (m) | 14e       | 1ste ronde: 13de met 1205 punten 2de ronde: 12de met 1200 punten totaal: 2405 punten |
|                   |                 |           |                                                                                      |
| Franca Capetta    | individueel (v) | 10e       | 1ste ronde: 12de met 1164 punten 2de ronde: 7de met 1178 punten totaal: 2342 punten  |

### Gewichtheffen
| Olympiër            | Discipline | Resultaat | Prestatie                                                          |
| ------------------- | ---------- | --------- | ------------------------------------------------------------------ |
| Gaetano Tosto       | -52kg (m)  | 9e        | trekken: 9de met 95 kg stoten: 8ste met 120 kg totaal: 215 kg      |
| Vincenzo Pedicone   | -75kg (m)  | 10e       | trekken: 10de met 130 kg stoten: 9de met 165 kg totaal: 295 kg     |
| Norberto Oberburger | -75kg (m)  | 10e       | trekken: 10de met 147,5 kg stoten: 1de met 167,5 kg totaal: 315 kg |

### Judo
| Olympiër   | Discipline | Resultaat | Prestatie |
| ---------- | ---------- | --------- | --- |
| Ezio Gamba | -71kg (m)  | Goud      | 1ste ronde: W van KUW Al-Farhan 2de ronde: W van FRA Dyot kwartfinale: W van PRK Kim halve finale: W van MGL Davaadalai finale: W van GBR Adams |

### Kanovaren
| Olympiër                          | Discipline    | Resultaat | Prestatie                                                                                                  |
| --------------------------------- | ------------- | --------- | --- |
| Oreste Perri                      | K-1 1000m (m) | 5e        | serie 1: 2de in 3.46,18 halve finale 3: 3de in 3.54,67 finale: 5de in 3.51,95                              |
| Antonio Mastrandea Danio Merli    | K-2 500m (m)  | 14e       | serie 1: 6de in 1.39,84 herkansingen: 2de in 1.39,64 halve finale 3: 5de in 1.41,23                        |
| Antonio Mastrandea Danio Merli    | K-2 1000m (m) | 9e        | serie 1: 6de in 3.36,18 herkansingen: 2de in 3.39,96 halve finale 3: 3de in 3.35,85 finale: 9de in 3.52,32 |
|                                   |               |           | |
| Elisabetta Introini Luisa Ponchio | K-2 500m (v)  | 11e       | serie 1: 6de in 1.58,35 halve finale: 5de in 1.55,29                                                       |

### Moderne vijfkamp
| Olympiër             | Discipline      | Resultaat | Prestatie   |
| -------------------- | --------------- | --------- | ----------- |
| Pierpaolo Cristofori | individueel (m) | 17e       | 5156 punten |

### Paardensport
| Olympiër                                                      | Discipline    | Resultaat | Prestatie          |
| Eventing                                                      | Eventing      | Eventing  | Eventing           |
| ------------------------------------------------------------- | ------------- | --------- | ------------------ |
| Anna Casagrande                                               | individueel   | 7e        | 266,20 strafpunten |
| Federico Roman                                                | individueel   | Goud      | 108,60 strafpunten |
| Mauro Roman                                                   | individueel   | 8e        | 281,40 strafpunten |
| Marina Sciocchetti                                            | individueel   | 9e        | 308,40 strafpunten |
| Marina Sciocchetti Anna Casagrande Federico Roman Mauro Roman | eventing team | Zilver    | 656,20 strafpunten |

### Roeien
| Olympiër                                                 | Discipline      | Resultaat | Prestatie                                                                        |
| -------------------------------------------------------- | --------------- | --------- | -------------------------------------------------------------------------------- |
| Antonio Baldacci Franco Valtorta                         | twee-zonder (m) | 11e       | serie 3: 1ste in 7.28,77 halve finale 1: 4de in 7.00,79 finale B: 5de in 7.00,71 |
| Giuseppe Abbagnale Antonio Dell'Aquila Giuseppe Di Capua | twee-met (m)    | 7e        | serie 1: 3de in 7.58,39 herkansingen: 3de in 7.27,93 finale B: 1ste in 7.18,87   |

### Schermen
| Olympiër                                                                             | Discipline      | Resultaat | Prestatie |
| ------------------------------------------------------------------------------------ | --------------- | --------- | --- |
| Stefano Bellone                                                                      | degen (m)       | 16e       | 1ste ronde groep F: 1ste met 3 overwinningen 2de ronde groep A: 3de met 4 overwinningen                                     |
| Marco Falcone                                                                        | degen (m)       | 28e       | 1ste ronde groep H: 4de met 2 overwinningen                                                                                 |
| Angelo Mazzoni                                                                       | degen (m)       | 29e       | 1ste ronde groep D: 4de met 1 overwinning                                                                                   |
| Federico Cervi                                                                       | floret (m)      | 21e       | 1ste ronde groep H: 2de met 2 overwinningen 2de ronde groep D: 5de met 1 overwinning                                        |
| Michele Maffei                                                                       | sabel (m)       | 6e        | 1ste ronde groep C: 3de met 2 overwinningen 2de ronde groep A: 1ste met 5 overwinningen finale groep: 6de                   |
| Ferdinando Meglio                                                                    | sabel (m)       | 7e        | 1ste ronde groep F: 2de met 3 overwinningen 2de ronde groep D: 3de met 2 overwinningen                                      |
| Mario Aldo Montano                                                                   | sabel (m)       | 19e       | 1ste ronde groep E: 3de met 3 overwinningen 2de ronde groep C: 5de met 1 overwinning                                        |
| Ferdinando Meglio Michele Maffei Mario Aldo Montano Marco Romano                     | sabel team (m)  | Zilver    | 1ste ronde groep C: 1ste met 1 overwinning kwartfinale: vrij halve finale: W van Polen: 10-5 finale: V van Sovjet-Unie: 2-9 |
|                                                                                      |                 |           | |
| Susanna Batazzi                                                                      | floret (v)      | 27e       | 1ste ronde groep C: 5de met 1 overwinning                                                                                   |
| Anna Rita Sparaciari                                                                 | floret (v)      | 19e       | 1ste ronde groep F: 2de met 3 overwinningen 2de ronde groep A: 5de met 1 overwinning                                        |
| Dorina Vaccaroni                                                                     | floret (v)      | 6e        | 1ste ronde groep D: 1ste met 4 overwinningen 2de ronde groep D: 2de met 4 overwinningen                                     |
| Dorina Vaccaroni Anna Rita Sparaciari Susanna Batazzi Carola Mangiarotti Clara Mochi | floret team (v) | 5e        | 1ste ronde groep B: 2de met 1 overwinning kwartfinale: V van Hongarije: 6-9 5-6de plek: W van Cuba: 9-6                     |

### Schietsport
| Olympiër            | Discipline          | Resultaat | Prestatie                             |
| ------------------- | ------------------- | --------- | ------------------------------------- |
| Walter Frescura     | 50m geweer liggend  | 8e        | 597 punten: (100-99-100-100-99-99)    |
| Roberto Ferraris    | 50m pistool         | 24e       | 546 punten: (96-87-91-93-95-84)       |
| Enrico Rabbachin    | 50m pistool         | 11e       | 558 punten: (88-92-95-95-97-91)       |
| Roberto Ferraris    | 25m snelvuurpistool | 5e        | 595 punten: (296-299)                 |
| Gianfranco Mantelli | 25m snelvuurpistool | 12e       | 592 punten: (295-297)                 |
| Romano Garagnani    | skeet               | 29e       | 188 punten: (24-25-22-24-24-22-24-23) |
| Celso Giardini      | skeet               | 5e        | 196 punten: (25-24-25-25-25-25-23-24) |
| Silvano Basagni     | trap                | 7e        | 194 punten                            |
| Luciano Giovannetti | trap                | Goud      | 198 punten                            |
| Italo Mari          | 50m bewegend doel   | 16e       | 557 punten: (286-271)                 |
| Giovanni Mezzani    | 50m bewegend doel   | 7e        | 582 punten: (295-287)                 |

### Schoonspringen
| Olympiër        | Discipline   | Resultaat | Prestatie                                                       |
| --------------- | ------------ | --------- | --------------------------------------------------------------- |
| Franco Cagnotto | 3m plank (m) | Brons     | voorronde: 6de met 556,32 punten finale: 3de met 871,500 punten |

### Volleybal
| Olympiër | Discipline | Resultaat | Prestatie |
| --- | ---------- | --------- | --- |
| Stefano Sibani Fabrizio Nassi Giovanni Lanfranco Fabio Innocenti Sebastiano Greco Claudio Di Coste Mauro Di Bernardo Giancarlo Dametto Francesco Dall'Olio Antonio Bonini Franco Bertoli Giulio Belletti | zaal (m)   | 9e        | groep A: 5de V van Cuba: 0-3 (7-15, 8-15, 6-15) W van Tsjecho-Slowakije: 3-2 (8-15, 15-5, 10-15, 15-8, 15-7) V van Sovjet-Unie: 0-3 (2-15, 7-15, 10-15) V van Bulgarije: 1-3 (9-15, 9-15, 15-6, 9-15) 9-10de plek: W van Libië: 3-0 (15-2, 15-1, 15-4) |

| Groep A |                   |             |             |             |             |             |             |        |        |        |        |
| #       | Land              | Wedstrijden | Wedstrijden | Wedstrijden | Wedstrijden | Wedstrijden | Wedstrijden | Punten | Punten | Punten | Punten |
| #       | Land              | G           | W           | V           | SW          | SV          | SR          | SPW    | SPL    | Saldo  | Punten |
| 1       | Sovjet-Unie       | 4           | 4           | 0           | 12          | 1           | +11         | 193    | 122    | +71    | 8      |
| 2       | Bulgarije         | 4           | 3           | 1           | 9           | 5           | +4          | 171    | 149    | +22    | 7      |
| 3       | Cuba              | 4           | 1           | 3           | 6           | 9           | -3          | 181    | 178    | +3     | 5      |
| 4       | Tsjecho-Slowakije | 4           | 1           | 3           | 6           | 11          | -5          | 180    | 230    | -50    | 5      |
| 5       | Italië            | 4           | 1           | 3           | 4           | 11          | -7          | 145    | 191    | -46    | 5      |

| Ronde       | Datum  | Plaats      | Land | Score             | Land |
| ----------- | ------ | ----------- | ---- | ----------------- | ---- |
| Groepsfase  |        |             |      |                   |      |
| 20 juli     | Moskou | Cuba        | 3-0  | Italië            |      |
| 22 juli     | Moskou | Italië      | 3-2  | Tsjecho-Slowakije |      |
| 24 juli     | Moskou | Sovjet-Unie | 3-0  | Italië            |      |
| 28 juli     | Moskou | Bulgarije   | 3-1  | Italië            |      |
| 9-10de plek |        |             |      |                   |      |
| 30 juli     | Moskou | Italië      | 3-0  | Libië             |      |

### Waterpolo
| Olympiër | Discipline | Resultaat | Prestatie |
| --- | ---------- | --------- | --- |
| Antonello Steardo Roldano Simeoni Paolo Ragosa Umberto Panerai Alfio Misaggi Sante Marsili Massimo Fondelli Gianni De Magistris Enzo D'Angelo Romeo Collina Alberto Alberani Samaritani | mannen     | 8e        | groep B: 3de V van Sovjet-Unie: 6-8 G van Zweden: 4-4 V van Spanje: 4-5 groep 7-12de plek: 2de W van Roemenië: 5-3 W van Zweden: 8-3 W van Bulgarije: 5-4 W van Griekenland: 4-3 V van Australië: 4-5 |

| Groep A |             |             |             |             |             |        |        |        |        |
| #       | Land        | Wedstrijden | Wedstrijden | Wedstrijden | Wedstrijden | Punten | Punten | Punten | Punten |
| #       | Land        | G           | W           | G           | V           | V      | T      | Saldo  | Punten |
| 1       | Sovjet-Unie | 3           | 3           | 0           | 0           | 24     | 10     | +14    | 6      |
| 2       | Spanje      | 3           | 2           | 0           | 1           | 15     | 11     | +4     | 4      |
| 3       | Italië      | 3           | 0           | 1           | 2           | 14     | 17     | -3     | 1      |
| 4       | Zweden      | 3           | 0           | 1           | 2           | 8      | 23     | -15    | 1      |

| Ronde      | Datum  | Plaats      | Land | Score  | Land |
| ---------- | ------ | ----------- | ---- | ------ | ---- |
| Groepsfase |        |             |      |        |      |
| 20 juli    | Moskou | Sovjet-Unie | 8-6  | Italië |      |
| 21 juli    | Moskou | Zweden      | 4-4  | Italië |      |
| 22 juli    | Moskou | Spanje      | 5-4  | Italië |      |

| Groep 7-12de plaats |             |             |             |             |             |        |        |        |        |
| #                   | Land        | Wedstrijden | Wedstrijden | Wedstrijden | Wedstrijden | Punten | Punten | Punten | Punten |
| #                   | Land        | G           | W           | G           | V           | V      | T      | Saldo  | Punten |
| 1                   | Australië   | 5           | 4           | 1           | 0           | 30     | 19     | +11    | 9      |
| 2                   | Italië      | 5           | 4           | 0           | 1           | 26     | 18     | +8     | 8      |
| 3                   | Roemenië    | 5           | 3           | 1           | 1           | 36     | 26     | +10    | 7      |
| 4                   | Griekenland | 5           | 2           | 0           | 3           | 28     | 28     | 0      | 4      |
| 5                   | Zweden      | 5           | 1           | 0           | 4           | 23     | 40     | -17    | 2      |
| 6                   | Bulgarije   | 5           | 0           | 0           | 5           | 25     | 37     | -12    | 0      |

| Ronde      | Datum  | Plaats      | Land | Score     | Land |
| ---------- | ------ | ----------- | ---- | --------- | ---- |
| Groepsfase |        |             |      |           |      |
| 24 juli    | Moskou | Roemenië    | 3-5  | Italië    |      |
| 25 juli    | Moskou | Italië      | 8-3  | Zweden    |      |
| 26 juli    | Moskou | Italië      | 5-4  | Bulgarije |      |
| 28 juli    | Moskou | Griekenland | 3-4  | Italië    |      |
| 29 juli    | Moskou | Italië      | 4-5  | Australië |      |

### Wielersport
| Olympiër                                                           | Discipline                    | Resultaat | Prestatie |
| Baan                                                               | Baan                          | Baan      | Baan |
| ------------------------------------------------------------------ | ----------------------------- | --------- | --- |
| Ottavio Dazzan                                                     | sprint (m)                    | 5e        | serie 5: W van ECU Palacios: walk-over 2de ronde serie 5: W van GBR Tinsley: 11,07 3de ronde serie 5: W van SUI Isler: 10,95 kwartfinale 4: V van URS Kopylov: 0-2 |
| Guido Bontempi                                                     | tijdrit (m)                   | 4e        | 1.05,478 |
| Pierangelo Bincoletto                                              | individuele achtervolging (m) | 5e        | kwalificatie: 6de in 4.43,65 kwartfinale 2: V van FRA Bondue: 4.43,84                                                                                              |
| Pierangelo Bincoletto Guido Bontempi Ivano Maffei Silvestro Milani | ploegenachtervolging (m)      | 5e        | kwalificatie: 3de in 4.18,85 kwartfinale 2: W van Frankrijk: 4.18,27 halve finale 1: V van DDR: 4.20,13 bronzen finale: V van Tsjecho-Slowakije: 4.11,63           |
| Weg                                                                |                               |           | |
| Marco Cattaneo                                                     | wegwedstrijd (m)              | 14e       | 4:57.17,9 |
| Gianni Giacomini                                                   | wegwedstrijd (m)              | 18e       | 4:57.38,9 |
| Alberto Minetti                                                    | wegwedstrijd (m)              | DNF       | niet gefinisht |
| Giuseppe Petito                                                    | wegwedstrijd (m)              | 27e       | 4:57.38,9 |
| Mauro De Pellegrini Gianni Giacomini Ivano Maffei Alberto Minetti  | ploegentijdrit (m)            | 5e        | 2:04.36,2 |

### Worstelen
| Olympiër            | Discipline  | Resultaat   | Prestatie |
| Vrije stijl         | Vrije stijl | Vrije stijl | Vrije stijl |
| ------------------- | ----------- | ----------- | --- |
| Claudio Pollio      | -48kg (m)   | <center     | 1ste ronde: W van POL Falandys 2de ronde: W van MGL Khishigbaatar 3de ronde: V van IND Singh 4de ronde: W van PRK Jang 5de ronde: vrij 6de ronde: V van URS Kornilayev |
| Antonio La Bruna    | -57kg (m)   | <center10e  | 1ste ronde: W van SYR El-Messouti 2de ronde: V van URS Beloglazov 3de ronde: V van BUL Tsochev                                                                         |
| Riccardo Niccolini  | -74kg (m)   | <center8e   | 1ste ronde: W van ROU Pîrcălabu 2de ronde: V van BUL Raychev 3de ronde: W van IND Singh 4de ronde: V van MGL Davaajav                                                  |
| Grieks-Romeins      |             |             | |
| Vincenzo Maenza     | -48kg (m)   | <center7e   | 1ste ronde: V van FIN Haaparanta 2de ronde: V van BUL Hristov |
| Antonino Caltabiano | -57kg (m)   | <center5e   | 1ste ronde: W van AUT Nigsch 2de ronde: W van SYR Nakdali 3de ronde: V van URS Serikov 4de ronde: V van ROU Boţilă                                                     |
| Antonio La Penna    | +100kg (m)  | <center8e   | 1ste ronde: V van LIB Bechara 2de ronde: V van URS Kolchinsky |

### Zeilen
| Olympiër                     | Discipline      | Resultaat | Prestatie                       |
| ---------------------------- | --------------- | --------- | ------------------------------- |
| Ernesto Treves Silvio Necchi | 470             | 7e        | 57,7 punten: (3-5-10-10-7-2-5)  |
| Roberto Gazzei Marco Savelli | flying dutchman | 10e       | 79,4 punten: (7-6-10-DNF-7-8-6) |
| Giorgio Gorla Alfio Peraboni | star klasse     | Brons     | 36,1 punten: (3-3-3-4-4-2-6)    |

### Zwemmen
| Olympiër                                                                | Discipline            | Resultaat | Prestatie                                                               |
| ----------------------------------------------------------------------- | --------------------- | --------- | ----------------------------------------------------------------------- |
| Raffaele Franceschi                                                     | 100m vrije slag (m)   | 5e        | serie 3: 3de in 52,26 halve finale 2: 5de in 51,87 finale: 5de in 51,69 |
| Fabrizio Rampazzo                                                       | 100m vrije slag (m)   | 20e       | serie 1: 4de in 52,71                                                   |
| Paolo Revelli                                                           | 100m vrije slag (m)   | 21e       | serie 2: 4de in 52,74                                                   |
| Fabrizio Rampazzo                                                       | 200m vrije slag (m)   | 5e        | serie 2: 1ste in 1.52,62 finale: 8ste in 1.53,25                        |
| Paolo Revelli                                                           | 200m vrije slag (m)   | 6e        | serie 1: 1ste in 1.52,56 finale: 6de in 1.52,76                         |
| Fabrizio Rampazzo                                                       | 100m vlinderslag (m)  | 14e       | serie 5: 4de in 56,85 halve finale 1: 7de in 56,76                      |
| Paolo Revelli                                                           | 200m vlinderslag (m)  | 9e        | serie 1: 2de in 2.03,44                                                 |
| Giovanni Franceschi                                                     | 400m wisselslag (m)   | 14e       | serie 2: 4de in 4.33,66                                                 |
| Federico Silvestri Raffaele Franceschi Andrea Ceccarini Paolo Revelli   | 4x200m vrije slag (m) | 5e        | serie 1: 3de in 7.36,97 finale: 5de in 7.30,37                          |
|                                                                         |                       |           |                                                                         |
| Monica Vallarin                                                         | 100m vrije slag (v)   | 17e       | serie 4: 4de in 59,46                                                   |
| Roberta Felotti                                                         | 400m vrije slag (v)   | 14e       | serie 3: 4de in 4.21,94                                                 |
| Roberta Felotti                                                         | 800m vrije slag (v)   | 12e       | serie 1: 6de in 8.58,54                                                 |
| Manuela Carosi                                                          | 100m rugslag (v)      | 8e        | serie 2: 2de in 1.04,42 finale: 8ste in 1.05,10                         |
| Laura Foralosso                                                         | 100m rugslag (v)      | 13e       | serie 4: 4de in 1.04,86                                                 |
| Manuela Carosi                                                          | 200m rugslag (v)      | 16e       | serie 1: 6de in 2.22,46                                                 |
| Monica Bonon                                                            | 100m schoolslag (v)   | 8e        | serie 3: 1ste in 1.12,36 finale: 8ste in 1.12,51                        |
| Sabrina Seminatore                                                      | 100m schoolslag (v)   | 13e       | serie 1: 3de in 1.13,76                                                 |
| Sabrina Seminatore                                                      | 200m schoolslag (v)   | 17e       | serie 4: 7de in 2.41,77                                                 |
| Cinzia Savi Scarponi                                                    | 100m vlinderslag (v)  | 12e       | serie 3: 3de in 1.03,41                                                 |
| Cinzia Savi Scarponi                                                    | 200m vlinderslag (v)  | 10e       | serie 2: 3de in 2.17,53                                                 |
| Laura Foralosso Sabrina Seminatore Cinzia Savi Scarponi Monica Vallarin | 4x100m wisselslag (v) | 5e        | serie 2: 4de in 4.21,69 finale: 5de in 4.19,05                          |

Afghanistan · Algerije · Andorra · Angola · Australië · België · Benin · Birma · Botswana · Brazilië · Bulgarije · Colombia · Congo-Brazzaville · Costa Rica · Cuba · Cyprus · Denemarken · Dominicaanse Republiek · Duitse Democratische Republiek · Ecuador · Ethiopië · Finland · Frankrijk · Griekenland · Groot-Brittannië · Guatemala · Guinee · Guyana · Hongarije · Ierland · IJsland · India · Irak · Italië · Jamaica · Joegoslavië · Jordanië · Kameroen · Koeweit · Laos · Lesotho · Libanon · Liberia · Libië · Luxemburg · Madagaskar · Mali · Malta · Mexico · Mongolië · Mozambique · Nederland · Nepal · Nicaragua · Nieuw-Zeeland · Nigeria · Noord-Korea · Oeganda · Oostenrijk · Peru · Polen · Portugal · Puerto Rico · Roemenië · San Marino · Senegal · Seychellen · Sierra Leone · Sovjet-Unie · Spanje · Sri Lanka · Syrië · Tanzania · Trinidad en Tobago · Tsjecho-Slowakije · Venezuela · Vietnam · Zambia · Zimbabwe · Zweden · Zwitserland